# Gunnar Alm
Gunnar Olof Alm, född 29 september 1889 i Eskilstuna, död 8 februari 1962 i Stockholm, var en svensk fiskeribiolog.
Alm promoverades till filosofie doktor i Uppsala 1915. Han blev statens fiskeristipendiat 1916, assistent 1921 och byrådirektör vid Lantbruksstyrelsens fiskeribyrå för sötvattensfiske 1925. Alm gjorde undersökningar över vissa sötvattenskräftdjurs systematik och biologi, över bottenfaunan i insjöar och över fiskeribiologiska frågor av mera praktisk natur. Bland hans arbeten kan nämnas Monographie der schwedishen Süsswasserostacoden (1915), Bottenfaunan och fiskens biologi i Yxstasjön (1922), Laxen och laxfiskets växlingar (1924), Der Lachs und die Lachszucht (1928), samt Fiskeristudier i Förenta staterna och Canada (1927). Alm är begraven på Skogskyrkogården i Stockholm.